# Macroglossum vicinum
Macroglossum vicinum är en fjärilsart som beskrevs av Jordan 1923. Macroglossum vicinum ingår i släktet Macroglossum och familjen svärmare. Inga underarter finns listade i Catalogue of Life.